# Biomedical Papers-Olomouc
Biomedical Papers (Biomed Pap Med Fac Univ Palacky Olomouc Czech Repub) je  vědecký časopis vydávaný Lékařskou fakultou Univerzity Palackého v Olomouci. Časopis publikuje výsledky základního a klinického výzkumu, přehledové články ze základních oborů medicíny. Časopis vychází 4x ročně, články jsou volně přístupné na webových stránkách časopisu. Publikace článku je zpoplatněna částkou 10000 Kč. 
Pětiletý Impakt faktor pro rok 2018 je 1,070.